# ISCSI
In telecomunicazioni ed elettronica iSCSI (sta per "Internet SCSI") è un protocollo di comunicazione che permette di inviare comandi a dispositivi di memoria SCSI fisicamente collegati a server e/o altri dispositivi remoti (come ad esempio NAS o SAN). È un protocollo molto utilizzato in ambienti SAN poiché permette l'archiviazione dei dati su dischi virtuali, collegati attraverso la rete, dando l'illusione di disporre localmente di un disco fisico che invece si trova in realtà su un dispositivo di archiviazione remoto.
A differenza del protocollo Fibre Channel consente l'impacchettamento su TCP/IP e attraverso l'infrastruttura di rete esistente e rende possibile l'utilizzo di dispositivi a distanza.
Il client utilizza quindi un driver, detto initiator, che consente di inviare all'host dove sono fisicamente ospitati i dischi, detto target, i comandi che consentono di leggere e scrivere il disco virtuale. L'initiator tipicamente si identifica tramite un codice alfanumerico, detto IQN (acronimo inglese di "iSCSI Qualified Name", in italiano "Nome Qualificato iSCSI") al quale può essere associata una policy di accesso basata sull'indirizzo IP mittente.
Il protocollo iSCSI supporta inoltre l'autenticazione tramite il protocollo CHAP.